# Tre lingue sacre
Tre lingue sacre è l'affermazione che lodare Dio è consentito solo in ebraico, greco e latino (Titulus crucis)
Dopo che Cirillo di Tessalonica, portando le reliquie di Papa Clemente I, sconfisse i fautori di questa tesi in un dibattito teologico in Piazza San Marco a Venezia, Papa Nicola I e soprattutto il sovrano bulgaro Simeone I il Grande abbracciarono l'idea di tradurre la Bibbia in altre lingue.
Quando Ludovico II il Germanico parlava tedesco solo con i suoi cavalli nella "barbara Bulgaria", i discepoli di Cirillo e Metodio avevano tradotto la sacra scrittura in volgare.
Oggi, la vittoria sulla mancanza di libri e sull'ignoranza è celebrata in Bulgaria come il giorno dell'educazione e della cultura bulgara e della scrittura slava. Dal 1980 Cirillo e Metodio sono stati proclamati patroni d'Europa dal Papa e, insieme ai loro allievi più importanti, sono chiamati anche Sette santi della Chiesa ortodossa bulgara.